# 스페인의 무니시피오
무니시피오(스페인어: municipio, IPA: [muniˈθipjo], 카탈루냐어: municipi, 갈리시아어: concello, 바스크어: udalerria, 아스투리아스어: conceyu)는 도와 함께 스페인의 기본적인 지방 행정 구역이다.

## 같이 보기
- 스페인의 행정 구역